# Koniec z Hollywood
Koniec z Hollywood (tytuł oryginalny: Hollywood Ending) – amerykańska komedia z 2002 r. napisana i wyreżyserowana przez Woody’ego Allena.

## Główne role
- Woody Allen – Val Waxman
- Téa Leoni – Ellie
- Mark Rydell – Al Hack
- Tiffani Thiessen – Sharon Bates
- Treat Williams – Hal Jaeger
- George Hamilton – Ed
- Debra Messing – Lori Fox

## Fabuła
Val Waxman to podstarzały reżyser. Nie nakręcił filmu od dekady. Dostaje w końcu szansę. Ale podczas realizacji filmu traci wzrok, co powoduje różnorakie komplikacje.